# Vincent Lindon
Vincent Lindon (Boulogne-Billancourt, 15 de Julho de 1959) é um ator francês.
Lindon nasceu em uma comuna nos subúrbios do oeste de Paris, em Altos do Sena. Teve uma relação amorosa com a Princesa Caroline de Mônaco, entre 1990 e 1995.                                                                                                                                                   No ano de 2015 ganhou o Prémio de interpretação masculina no Festival de Cannes e em 2016 o César de melhor ator, ambos pelo filme ‘La Loi du marché’ (The Measure of a Man), de Stéphane Brizé.
Em 2021, estrelou o filme Titane, de Julia Ducournau, vencedor da Palma de Ouro no Festival de Cinema de Cannes e pelo qual venceu o National Society of Film Critics de Melhor Ator Coadjuvante, um dos prêmios mais importantes da crítica americana.

## Filmografia
- Linhas de Wellington (2012)
- Dragon Hunter (2008)                                                                                                                                                                                   *La moustache (2005)                                                                                                                                                                               *La confiance règne (2004)
- Les clefs de bagnole (2003)
- Le coût de la vie (2003)
- Filles uniques (2003)
- Vendredi soir (2002)
- Le frère du guerrier (2002)
- Chaos (2001)
- Mercredi, folle journée! (2001)
- Pas de scandale (1999)
- Ma petite entreprise (1999)
- Belle maman (1999) .
- L'école de la chair (1998)
- Paparazzi (1998)
- Le Septième ciel (1997)
- Fred (1997)
- La belle verte (1996)
- Les victimes (1996)
- Vite strozzate (1996)
- La haine (1995)
- L'irrésolu (1994)
- Tout ça... pour ça! (1993)
- La crise (1992)
- La belle histoire (1992)
- Netchaïev est de retour (1991)
- La cabine (1991)
- Gaspard et Robinson (1990)
- Il y a des jours... et des lunes (1990)
- La Baule-les-Pins (1990)
- L'étudiante (1988)
- Quelques jours avec moi (1988)
- Un homme amoureux (1987)
- Dernier été à Tanger (1987)
- Yiddish Connection (1986)
- Half Moon Street (1986)
- Prunelle Blues (1986)
- Suivez mon regard (1986)
- 37°2 le matin (1986)
- Parole de flic (1985)
- Notre histoire (1984)
- L'addition (1984)
- Le Faucon (1983)